# Šerm na Letních olympijských hrách 1924
Šerm na Letních olympijských hrách 1924.

## Medailisté

### Muži
| Kategorie            | Zlato | Stříbro | Bronz |
| -------------------- | --- | --- | --- |
| Fleret - jednotlivci | Roger Ducret · Francie (FRA) | Philippe Cattiau · Francie (FRA) | Maurice E. Van Damme · Belgie (BEL) |
| Kord - jednotlivci   | Charles Delporte · Belgie (BEL) | Roger Ducret · Francie (FRA) | Nils Hellsten · Švédsko (SWE) |
| Šavle - jednotlivci  | Sándor Pósta · Maďarsko (HUN) | Roger Ducret · Francie (FRA) | János Garay · Maďarsko (HUN) |
| Fleret - družstvo    | Francie (FRA) · Lucien Gaudin · Philippe Cattiau · Jacques Coutrot · Roger Ducret · Henri Jobier · André Labattut · Guy de Luget · Joseph Peroteaux     | Belgie (BEL) · Désiré Beurain · Charles Crahay · Orphile Fernand De Montigny · Maurice E. Van Damme · Marcel L. Berre · Albert De Roocker       | Maďarsko (HUN) · László Berti · Sándor Pósta · Zoltán Schenker · Ödön Tersztyánszky · István Lichteneckert                                               |
| Kord - družstvo      | Francie (FRA) · Lucien Gaudin · Georges Buchard · Roger Ducret · André Labatut · Lionel Liottel · Alexandre Lippmann · Georges Tainturier               | Belgie (BEL) · Paul Anspach · Joseph De Craecker · Charles Delporte · Orphile Fernand De Montigny · Ernest Gevers · Léon Tom                    | Itálie (ITA) · Giulio Basletta · Marcello Bertinetti · Giovanni Canova · Vincenzo Cuccia · Virgilio Mantegazza · Oreste Moricca                          |
| Šavle - družstvo     | Itálie (ITA) · Renato Anselmi · Guido Balzarini · Marcello Bertinetti · Bino Bini · Vincenzo Cuccia · Oreste Moricca · Oreste Puliti · Giulio Sarrocchi | Maďarsko (HUN) · László Berti · János Garay · Sándor Pósta · József Rády · Zoltán Schenker · László Széchy · Ödön Tersztyánszky · Jenö Uhlyarik | Nizozemsko (NED) · Adrianus De Jong · Jetze Doorman · Hendrik Scherpenhuyzen · Jan Van Der Wiel · Maarten Hendrik Van Dulm · Henri Jacob Wynoldy-Daniels |

### Ženy
| Kategorie            | Zlato                       | Stříbro                             | Bronz                          |
| -------------------- | --------------------------- | ----------------------------------- | ------------------------------ |
| Fleret - jednotlivci | Ellen Osiier · Dánsko (DEN) | Gladis Davis · Velká Británie (GBR) | Grete Heckscher · Dánsko (DEN) |

### Přehled medailí
| Pořadí | Země                 | Zlato | Stříbro | Bronz | Celkově |
| ------ | -------------------- | ----- | ------- | ----- | ------- |
| 1.     | Francie (FRA)        | 3     | 3       | 0     | 6       |
| 2.     | Belgie (BEL)         | 1     | 2       | 1     | 4       |
| 3.     | Maďarsko (HUN)       | 1     | 1       | 2     | 4       |
| 4.     | Dánsko (DEN)         | 1     | 0       | 1     | 2       |
| 4.     | Itálie (ITA)         | 1     | 0       | 1     | 2       |
| 6.     | Velká Británie (GBR) | 0     | 1       | 0     | 1       |
| 7.     | Nizozemsko (NED)     | 0     | 0       | 1     | 1       |
| 7.     | Švédsko (SWE)        | 0     | 0       | 1     | 1       |